# Gmina Chłopice
Die Gmina Chłopice ist eine Landgemeinde im Powiat Jarosławski der Woiwodschaft Karpatenvorland in Polen. Ihr Sitz ist das gleichnamige Dorf.

## Gliederung
Zur Landgemeinde (gmina wiejska) Chłopice gehören folgende sieben Dörfer mit einem Schulzenamt (sołectwo):
Boratyn
Chłopice
Dobkowice
Jankowice
Lutków
Łowce
Zamiechów